# Cloches de Balangiga
Les cloches de Balangiga sont trois cloches, prises par l'armée américaine, à l'église de San Lorenzo de Martir, à Balangiga, sur l'île de Samar aux Philippines, en tant que trophées de guerre, après des représailles, lors du massacre de Balangiga, en 1901, pendant la guerre américano-philippine. L'une de celles-ci était en possession du 9e régiment d'infanterie, au Camp Red Cloud (en), leur base en Corée du Sud,, tandis que les deux autres étaient sur une ancienne base du 11e régiment d'infanterie (en), actuellement la base aérienne F. E. Warren de Cheyenne, dans le Wyoming aux États-Unis.
Depuis la fin des années 1950, diverses personnes représentant l'Église catholique aux Philippines, le gouvernement philippin (en) et les habitants de Balangiga, cherchaient à récupérer les cloches. Ces efforts ont été freinés durant des décennies. En août 2018, la loi d'autorisation de la Défense nationale pour l'exercice 2018 (en) (National Defense Authorization Act) a donné au secrétaire à la Défense, James Mattis, le pouvoir de prendre une décision sur cette question. Il a finalement informé le Congrès des États-Unis que le département de la défense avait l'intention de retourner les cloches aux Philippines.
Le 10 décembre 2018, les trois cloches de l'église se trouvaient à la base aérienne de Kadena, au Japon, en attente de rapatriement aux Philippines. Le lendemain matin, l'ambassade des États-Unis aux Philippines déclare que les cloches sont à bord d'un Lockheed C-130 Hercules, en route pour Manille. L'avion est arrivé plus tard dans la journée et les cloches sont de retour aux Philippines, après 117 ans.

## Massacre de Balangiga
Le 28 septembre 1901, un groupe de villageois philippins de Balangiga, tend une embuscade à la compagnie C du 9e régiment d'infanterie américain, alors qu'ils étaient au petit déjeuner, faisant 48 morts et 22 blessés sur les 78 hommes de l'unité, dont quatre seulement s'échappent indemnes et quatre disparaissent au combat. Les villageois capturent environ 100 fusils et 25 000 cartouches de munitions. On estime que 20 à 25 d'entre eux sont morts au combat, avec un nombre similaire de blessés.
En représailles, le général Jacob Hurd Smith ordonne que « Samar soit transformé en un "désert hurlant" et que soient tués tous les philippins mâles de plus de dix ans », capables de porter les armes. Lors de cette mission, les soldats américains saisissent les trois cloches de l'église de la ville et les ramènent aux États-Unis comme butin de guerre. Le 9e régiment d'infanterie soutient que l'unique cloche en leur possession leur a été remise par les villageois lorsque l'unité a quitté Balangiga le 9 avril 1902. En fait, la cloche leur a été donnée par le 11e Régiment d'infanterie, qui avait pris les trois cloches en quittant Balangiga pour Tacloban, le 18 octobre 1901.
Le général Smith et son principal subordonné, le major Littleton Waller (en), du Corps des Marines des États-Unis, ont tous deux été jugés en cour martiale pour vengeance illégale contre la population civile de Samar. Waller est acquitté des charges retenues contre lui. Le général Smith est reconnu coupable, réprimandé et prend sa retraite, mais les accusations sont abandonnées peu après. Plus tard, il est reconnu comme héros de guerre.

## Histoire
L'église de Balangiga est dédiée, en 1854, au martyr Saint Laurent, et la ville a probablement mis quatre ans à réunir des fonds pour acquérir sa première cloche d'église,.
Elle est coulée vers 1853 et porte le blason des franciscains. Elle a une lèvre inférieure de 76,2 cm de diamètre pour une hauteur de 76 cm. L'inscription suivante apparaît sur cette cloche : « R. San Francisco Año El 1853 ». R. San Francisco aurait pu être le curé de la paroisse à l'époque, ou le terme peut indiquer Religioso de San Francisco, une référence au nom de l'ordre religieux des Franciscains.
La deuxième cloche est coulée vers 1889. Elle a une lèvre inférieure de 58,42 cm et une hauteur de 68,58 cm. La ville l'acquiert en 1889, à l'initiative du frère Agustin Delgado, dont le nom y est inscrit. L'inscription suivante apparaît sur cette cloche « Se Refundio Siendo Cura Parroco El M.R.P.F. Agustin Delgado Año 1889 ». Les cloches sont appelées en espagnol : campana colgante, ce qui signifie cloches suspendues. Celles-ci sont généralement suspendues à une poutre et à l'aide d'une corde attachée au battant.
La troisième et plus petite cloche a pu être acquise en 1895, à l'initiative du frère Bernardo Aparicio. Les estimations de sa taille en déduisent une hauteur de 58,42 cm à 60,96 cm et un diamètre de lèvre inférieure d'environ 50,8 cm. Elle porte l'emblème franciscain et l'inscription suivante apparaît sur cette cloche : « Se Refundio Siendo Parroco P. Bernardo Aparicio Año 1895 ». Les cloches de ce type sont appelées esquila (petite cloche) ou Campana de vuelo, littéralement "cloche de vol" utilisées pour donner l'alerte en cas de danger. Le mot espagnol refundio signifie que la cloche a été refondue à partir de ferraille de bronze.

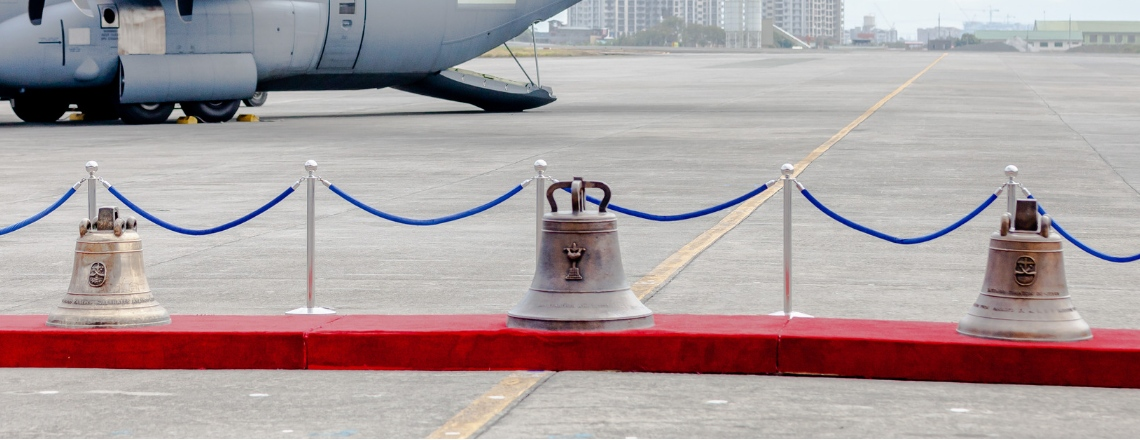
Les cloches de Balangiga, à la base aérienne de Villamor, lors de leur rapatriement (2018).

### Source de la traduction
- (en) Cet article est partiellement ou en totalité issu de l’article de Wikipédia en anglais intitulé « Balangiga bells » (voir la liste des auteurs).